# Så talade Zarathustra
Så talade Zarathustra eller Sålunda talade Zarathustra (tyska: Also sprach Zarathustra), med undertiteln En bok för alla och ingen (Ein Buch für Alle und Keinen), är en skrift av den tyske filosofen Friedrich Nietzsche uppbyggd av fyra delar skrivna mellan 1883 och 1885. Mycket av verket hanterar idéer som "den eviga återkomsten av det samma", parabeln om "Guds död" och "profetian" om övermänniskan, som först introducerades i Die fröhliche Wissenschaft.
Boken är en tät och esoterisk essä om filosofi och moral. En central ironi i texten är att Nietzsche förespråkar moralens upplösning genom den iranske filosofen Zarathustras sentida gestalt. Zarathustra brukar betraktas som det etiska tänkandets upphovsman. Dessutom härmar han stilen i Bibeln för att presentera idéer som är fundamentalt motsatta kristna och judiska moraliska värderingar och traditioner. Mirjam Tapper har i sin bok Den blonda besten hos Nietzsche: Lou Salomé (2008) visat hur Nietzsches förälskelse i författarinnan Lou Salomé under tiden för skrivandet av Also sprach Zarathustra har resulterat i att han krypterat in sina upplevelser med Salomé i delar av texten i sin bok.
Den tyske kompositören Richard Strauss skrev en tondikt, Also sprach Zarathustra, efter Nietzsches verk.

## Svenska översättningar
Så talade Zarathustra finns i flera svenska översättningar:
1. Den första publicerade översättningen av boken till svenska språket var ett urval av Albert Eriksson som utkom 1897.[2] Han färdigställde senare en komplett översättning som utkom på Svithiods förlag i två delar år 1900.[3]
2. År 1913 gjorde Wilhelm Peterson-Berger en bearbetning av Erikssons text som publicerades som en fjärde upplaga, nu samlad i en enda volym.[4]
3. År 1950 bearbetades boken återigen i form av en minnesupplaga, denna gång av Tage Thiel och försågs med ett förord av John Landquist.[5]
4. Thiels tolkning reviderades återigen år 1970 av Bo Cavefors Bokförlag, och Landquists förord ersattes då med en essä av den tidigare bearbetaren Tage Thiel. Essän som har titeln Vem var Zarathustra? anknyter till Sigmund Freud och psykoanalysen. Denna revision innehåller även Nietzsches diktsamling Sju sällsamheter.[6]
5. År 2007 utkom en nyöversättning på H:ström, utförd av Niclas Lundkvist (Nikanor Teratologen). Denna upplaga har en efterskrift av Anna-Lena Carlsson samt ett efterord av översättaren.[7]

Många av översättningarna har utkommit i flera upplagor.